# منشی همه‌کاره او
منشی همه‌کارهٔ او (به انگلیسی: His Girl Friday) فیلمی ۹۲ دقیقه‌ای به کارگردانی هاوارد هاکس با بازی کری گرانت است.

## داستان فیلم
والتر برنز یک روزنامه‌نگار حرفه‌ای است و زن سابق او که همکار او بوده‌است تصمیم می‌گیرد پیش او برگردد تا خبر نامزدی اش را با مردی به نام بروس به او بدهد ولی این برگشت مصادف می‌شود با زمانی که روزنامه درگیر یک خبر داغ می‌شود و والتر از این موضوع استفاده می‌کند تا ازدواج را به هم بزند و همین قضیه ماجراهای خنده دار فراوانی در فیلم به وجود می‌آورد.

## بازیگران
- کری گرانت
- روزالیند راسل
- رالف بلامی
- آلما کروگر
- جین لاکهارت
- ابنر بیبرمن
- هلن مک
- پرتر هال
- کلیف ادواردز
- رجیس تومی
- بیلی گیلبرت
- ادوین ماکسول
- ماریون مارتین
- جان کوالن
- هری سی. بردلی
- جین مورگان
- دلمار واتسون

## حواشی فیلم
- فیلم براساس نمایشنامهٔ The Front Page ساخته شده نمایشنامه‌ای که بعداً بیلی وایلدر هم به طرفش رفت و فیلمی به همین نام ساخت.
- در بین ۱۰۰ فیلم برتر تاریخ رتبه ۱۰ را به خود اختصاص داده‌است.
- در سال ۲۰۰۶ عنوان یکی از ۵۰ فیلم برتر تاریخ را در ژانر کمدی به دست آورد.
- هاوارد هاکس به پیتر باگدانوویچ که خودش یکی از موفق‌ترین کلاسیک سازهای هالیوود به‌شمار می‌رود و خیلی از فیلم هاش خاطره دارد می‌گوید: متوجه شده بودم که زمانی که مردم صحبت می‌کنند، صحبت آن‌ها بر روی صحبت دیگری ست، مخصوصاً مردمانی که سریع صحبت می‌کنند یا بحث می‌کنند یا چیزی رو دارند توضیح می‌دهند برای همین ما دیالوگ‌ها رو طوری نوشتیم که ابتدا و انتهای آن‌ها به نوعی غیرضروری باشد و اون دیالوگ‌ها برای هم پوشانی (روی دیگری رو پوشاندن) اونجا بودند، نکته‌ای که با دیدن فیلم کاملاً متوجه آن می‌شوید.
- گرفتن سکانس رستوران ۴ روز طول کشید و قرار دادن آن در تدوین بسیار مشکل بود چون بازیگران مجبور به خوردن بودند و در پس زمینه عوامل کار هی قدم می‌زدند.
- تنها در دقایق اول و دو دقیقه آخر فیلم موسیقی فیلم به چشم می‌خورد.
- بیشتر منتقدان کری گرانت را برای نقشش مناسب نمی‌دانستند و می‌گفتند کلارک گیبل بهتر است.
- در نمایش نامه‌ای که این فیلم بر اساس آن ساخته شده‌است، نقش هیلدی متعلق به یک مرد بوده‌است ولی وقتی منشی هاکس دیالوگ‌های هیلدی را می‌خواند هاکس می‌گوید: این دیالوگ‌ها از زبان یک زن خیلی بهتر است.